# Georg II. Marschall von Ebnet

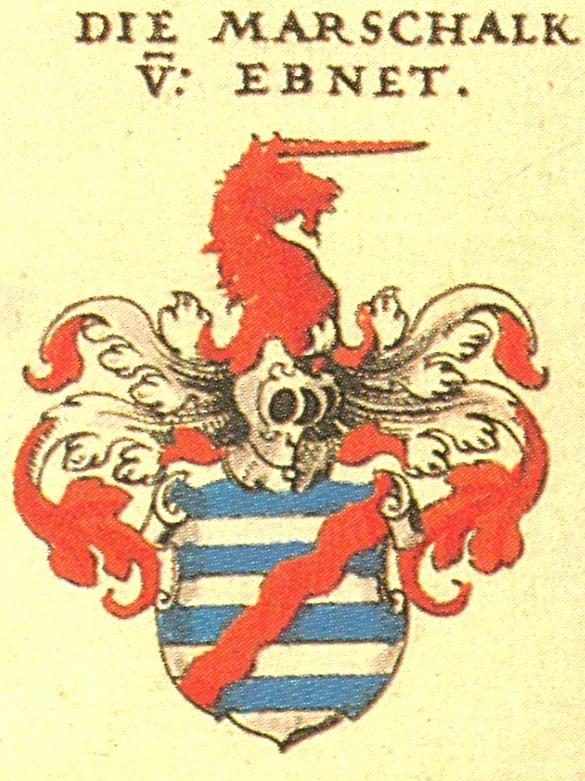
Wappen der Familie Marschall von Ebneth. Als Bischof führte es Georg II. Marschall von Ebnet als Element in einem gemehrten Wappen weiter.

Georg II. Marschall von Ebnet († 1505) war von 1503 bis zu seinem Tode 1505 Fürstbischof des Hochstiftes Bamberg.

## Georg II. Marschall von Ebnet im Familienkontext
Georg II. Marschall von Ebnet stammte aus der fränkischen reichsfreien Adelsfamilie Marschall von Ebneth (siehe auch Liste fränkischer Rittergeschlechter). Der namensgebende Ort Ebneth ist heute ein Teil der Stadt Burgkunstadt am Obermain im oberfränkischen Landkreis Lichtenfels. Der Marschall bezeichnet ursprünglich ein Hofamt, das als Begriff im Laufe der Zeit zum Bestandteil des Namens geworden ist. Die Familie ist eines Stammes mit den Marschall von Kunstadt und den von Redwitz, aus der auch der übernächste Bischof Weigand von Redwitz hervorgegangen ist.

## Biografische Daten
Zur Zeit der Ernennung von Georg II. Marschall von Ebnet zum Fürstbischof war Friedrich III. Kaiser. Georgs Regentschaft währte nur wenige Jahre. Das Grabmal ist ein Werk von Peter Vischer.

## Wappen
Das Wappen des Fürstbischofs ist geviert. Die Felder zwei und drei greifen das Familienwappen der Marschall von Ebnet auf. Bei Siebmacher sind dies in Blau drei silberne Balken, überdeckt von einem roten Schrägwellenbalken. Die übrigen beiden Felder zeigen für Bamberg den schwarzen Löwen, belegt mit einer silbernen Schrägleiste auf goldenem Grund.